# نورالدین نباتی
نورالدین نباتی (انگلیسی: Nureddin Nebati؛ زادهٔ ۱ ژانویهٔ ۱۹۶۴) سیاست‌مدار اهل ترکیه است که روز ۱۱ آذر ۱۴۰۰ (۲ دسامبر ۲۰۲۱) به سمت وزیر خزانه‌داری و دارایی ترکیه گمارده شد.
روز ۱۱ آذر ۱۴۰۰ در حالی که سقوط ارزش پول ترکیه بار دیگر رکورد زد و هر دلار آمریکا ۱۳.۴۰ لیر ترکیه معامله شد، رجب طیب اردوغان، رئیس‌ جمهور این کشور، وزیر دارایی خود را تغییر داد.
در این روند، لطفی الوان از سمت وزارت خزانه‌داری و دارایی کناره گرفت و نورالدین نباتی جایگزین او شد. لطفی الوان سال پیشتر در این سمَت جایگزین برات آلبایراک، داماد اردوغان، شده بود.

## پیشینه
نورالدین نباتی در اول ژانویه ۱۹۶۴ در ویران‌شهر، شانلی اورفا به دنیا آمد. او کارشناسی علوم سیاسی از دانشگاه استانبول دارد و دوره کارشناسی ارشد خود را در رشته روابط بین‌الملل در مؤسسه علوم اجتماعی همان دانشگاه به پایان رساند. او دکترای خود را در رشته علوم سیاسی و مدیریت دولتی از دانشگاه کوجائی دریافت کرد. او در دانشگاه‌های مختلف در مورد علوم سیاسی، زندگی سیاسی ترکیه، دولت و جامعه‌شناسی سیاسی سخنرانی کرده است.
نباتی که انگلیسی را در حد خوب و کمی عربی صحبت می‌کند متأهل است.